# Birkedalgruppen
Birkedalgruppen var en afdeling under det tyske Gestapo (Geheime Staatspolizei, Det Hemmelige Statspoliti) i Danmark under Besættelsen. Gruppen bestod af en tættere indre del med direkte tilknytning til det tyske politi og videre ud i et større net af løsere tilknyttede stikkere. Kernepersonen var Ib Birkedal Hansen.
Birkedalgruppen var notorisk brutal til det yderste. Mord, tortur og vold var standardværktøjet for denne gruppe af hovedsageligt politimæssigt uuddannede.
Blandt gruppens faste medlemmer blev mange likvideret, dødsdømt eller dømt til livslange straffe.
Det bemærkes bl.a., at de fleste medlemmer hverken var aktive nazister eller kendt som ideologisk motiverede antisemitter, tysk-nationale eller lignende. Gruppen beskrives generelt og Birkedal selv indgående i værket Birkedal af Peter Øvig Knudsen.